# Municipio de Honeycutt
El municipio de Honeycutt (en inglés: Honeycutt Township) es un municipio ubicado en el  condado de Sampson en el estado estadounidense de Carolina del Norte. En el año 2010 tenía una población de 3.124 habitantes.

## Geografía
El municipio de Honeycutt se encuentra ubicado en las coordenadas 35°2′13.37″N 78°29′35.39″O / 35.0370472, -78.4931639.